# Boris Čatalbašev
Boris Čatalbašev (bolgarsko Борис Чаталбашев), bolgarski šahovski velemojster, * 30. januar 1974, Pleven, Bolgarija.